# 커크 몰트비
커크 프레더릭 몰트비(영어: Kirk Frederick Maltby, 1972년 12월 22일~)는 캐나다의 전직 아이스하키 선수로 현역 시절 포지션은 라이트윙이다. 그는 16시즌 동안 내셔널 하키 리그(NHL)의 에드먼턴 오일러스와 디트로이트 레드윙스 소속으로 활동했으며 디트로이트 소속으로 스탠리 컵 우승 4회 달성했다.  또한 캐나다 대표팀의 일원으로 세계 선수권 대회에서 금메달 1개, 은메달 1개를 획득했고 월드컵에서 우승 1회 달성했다.
현역 은퇴 후 디트로이트 레드윙스 소속 프로 스카우터로 활동하고 있다.